# Manuel F. Barra
Manuel F. Barra fue un político peruano. 
Fue elegido diputado por la provincia de Quispicanchi entre 1876 y 1879 durante el gobierno de Mariano Ignacio Prado.